# Liste der Biografien/Amr
Liste der Biografien |
Portal Biografien |
Personensuche
# |
A |
B |
C |
D |
E |
F |
G |
H |
I |
J |
K |
L |
M |
N |
O |
P |
Q |
R |
S |
T |
U |
V |
W |
X |
Y |
Z |
?
 
Aa |
Ab |
Ac |
Ad |
Ae |
Af |
Ag |
Ah |
Ai |
Aj |
Ak |
Al |
Am |
An |
Ao |
Ap |
Aq |
Ar |
As |
At |
Au |
Av |
Aw |
Ax |
Ay |
Az
 
Ama |
Amb |
Amc |
Amd |
Ame |
Amf |
Amg |
Amh |
Ami |
Amj |
Amk |
Aml |
Amm |
Amn |
Amo |
Amp |
Amr |
Ams |
Amt |
Amu |
Amw |
Amy |
Amz
Die Liste der Biografien führt alle Personen auf, die in der deutschsprachigen Wikipedia einen Artikel haben. Dieses ist eine Teilliste mit 66 Einträgen von Personen, deren Namen mit den Buchstaben „Amr“ beginnt.

## Amr
- ʿAmr ibn al-ʿĀs († 664), arabischer Feldherr und Politiker
- ʿAmr ibn ʿUbaid (699–761), islamischer Theologe und Hadith-Überlieferer
- Amr, Hady (* 1967), US-amerikanischer Regierungsbeamter
- Amr, Mohamed Kamel (* 1942), ägyptischer Diplomat und Politiker

### Amra
- Amrabat, Nordin (* 1987), niederländisch-marokkanischer Fußballspieler
- Amrabat, Sofyan (* 1996), marokkanisch-niederländischer FußballspielerSofyan Amrabat (* 1996)

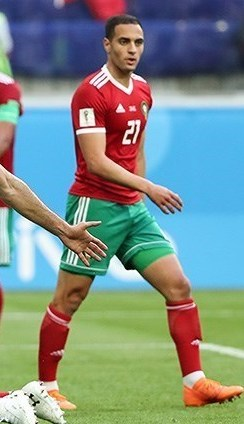
Sofyan Amrabat (* 1996)

- Amrafel, König von Schinar; biblische Person
- Amrain, Susanne (1943–2008), deutsche Übersetzerin, Schriftstellerin und Gründerin des Daphne Verlags
- Amram, biblische Person, israelitischer Heimkehrer aus dem babylonischen Exil
- Amram, biblischer Mann, Vater des Mose
- Amram ben Scheschna, jüdischer Talmudinterpret (Gaon)
- Amram von Mainz, jüdischer Rabbi
- Amram, Dave (* 1930), US-amerikanischer Jazzmusiker und Komponist
- Amram, David Werner (1866–1939), US-amerikanischer Jurist und Judaist
- Amram, Megan (* 1987), US-amerikanische Drehbuchautorin, Komikerin, Schauspielerin und Produzentin
- Amram, Robert (* 1938), US-amerikanischer Filmregisseur, Drehbuchautor und Dokumentarfilmer
- Amrani, Djamel (1935–2005), algerischer Schriftsteller und Freiheitskämpfer
- Amrani, Farida (* 1976), französische Gewerkschaftlerin und Politikerin (La France Insoumise)
- Amraoui, Ayoub (* 2004), marokkanisch-französischer Fußballspieler
- Amrapurkar, Sadashiv (1950–2014), indischer Schauspieler
- Amrath, Klaus (* 1954), deutscher Fußballspieler

### Amre
- Amrehn, Franz (1912–1981), deutscher Politiker (CDU), MdA, MdB
- Amrehn, Nicolai (* 1991), deutscher Jazzmusiker (Kontrabass)
- Amreich, Eugen (1859–1940), österreichischer Geistlicher
- Amreich, Fritz (1895–1945), deutscher Politiker (NSDAP), MdR
- Amreich, Isidor Alfred (1885–1972), österreichischer Gynäkologe
- Amreich, Maurice (* 2004), österreichischer Fußballspieler
- Amrein, Dirk (* 1969), deutscher Posaunist, Improvisationsmusiker
- Amrein, Nicole (* 1970), Schweizer Schriftstellerin, Journalistin und Redakteurin
- Amrein, Otto (1874–1935), Schweizer Mediziner
- Amrein, Pascal (* 1994), Schweizer Unihockeyspieler
- Amrein, Seppi (1904–1979), Schweizer Karikaturist, Werbegrafiker und Illustrator
- Amrein-Troller, Marie (1849–1931), Schweizer Architektin

### Amrh
- Amrhein, Albert (1870–1945), deutscher Rugbyspieler
- Amrhein, Andreas (1844–1927), Schweizer Geistlicher, Benediktinermönch der Erzabtei Beuron und Klostergründer von Sankt Ottilien
- Amrhein, August (1847–1934), katholischer Geistlicher Rat, Kirchen- und Heimatforscher
- Amrhein, Christopher R., US-amerikanischer Offizier, Brigadegeneral der US Air Force
- Amrhein, Guido (* 1953), Schweizer Radrennfahrer
- Amrhein, Nikolaus (* 1942), deutscher Pflanzenphysiologe und Botaniker
- Amrhein, Patrick (* 1989), deutscher Fußballspieler
- Amrhein, Valentin (* 1971), deutscher Zoologe und Hochschullehrer
- Amrhyn, Josef Franz Karl (1800–1849), Schweizer Bundeskanzler
- Amrhyn, Josef Karl (1777–1848), Schweizer Politiker, Schultheiss, Tagsatzungspräsident

### Amri
- Amri, Abdulelah al- (* 1997), saudi-arabischer Fußballspieler
- Amri, Ali al- (* 1987), saudischer Hindernis- und Langstreckenläufer
- Amri, Anis (* 1980), tunesischer Fußballspieler
- Amri, Anis (1992–2016), tunesischer islamistischer Attentäter
- Amri, Chadli (* 1984), algerischer Fußballspieler
- Amri, Hassan al- (1916–1989), jemenitischer Politiker und Militär
- Amri, Marwa (* 1989), tunesische Ringerin
- Amri, Tariq Ahmed al- (* 1990), saudischer Langstreckenläufer
- Amritanandamayi (* 1953), indischer Avatar-GuruAmritanandamayi (* 1953)

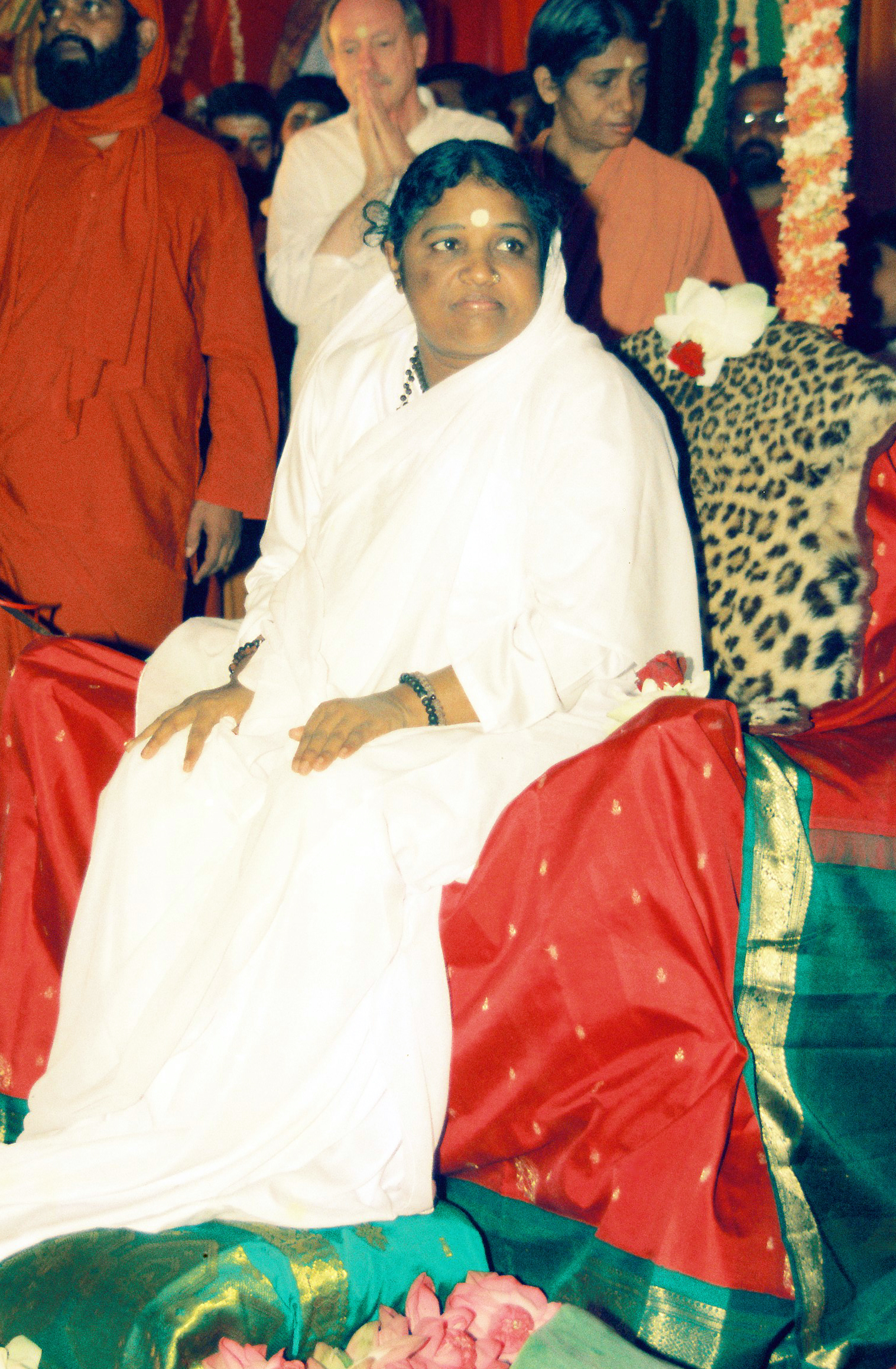
Amritanandamayi (* 1953)

- Amritraj, Anand (* 1951), indischer Tennisspieler
- Amritraj, Ashok (* 1956), US-amerikanischer Filmproduzent, Tennisspieler und Unternehmer
- Amritraj, Prakash (* 1983), indischer Tennisspieler
- Amritraj, Stephen (* 1984), indischer Tennisspieler
- Amritraj, Vijay (* 1953), tamilischer indischer Tennisspieler, Filmschauspieler und Unternehmer

### Amro
- Amro, Mohammed (* 1960), Ingenieur und Hochschullehrer
- Amrod, Paul (* 1951), US-amerikanischer Musiker, Dirigent und Komponist
- Amrollahi, Resa, iranischer Physiker und Politiker
- Amromin, Boris (* 1975), israelischer Eishockeytorwart
- Amrouche, Jean (1906–1962), kabylischer Schriftsteller und Hörfunkjournalist französischer Sprache
- Amrouche, Taos (1913–1976), kabylische Schriftstellerin und Sängerin

### Amru
- Amrudin (* 1931), afghanischer Musiker
- Amrun, Akmal (* 1987), malaysischer Straßenradrennfahrer

### Amry
- Amry, Herbert (1939–1985), österreichischer Diplomat